# Walter Hanke
Walter Hanke (18. března 1910, Breslau – 2. září 1980) byl německý fotbalista, útočník.

## Fotbalová kariéra
Hrál v Německu za Breslauer FV 06, dále za rakouský Wiener AC. V československé lize hrál za SK Prostějov, nastoupil v 11 utkáních a dal 7 gólů. V létě 1935 hrál v kvalifikačním turnaji o postup do 1. ligy za DSV Saaz, ale v lize již za DSV Saaz nenastoupil a přestoupil do FC Metz. Ve Francii hrál za Le Havre AC, FC Metz a Stade Rennais FC. Za reprezentaci Německa nastoupil v 1 utkání a dal 1 gól.

## Ligová bilance
| Ročník              | Zápasy | Góly | Klub         |
| ------------------- | ------ | ---- | ------------ |
| Státní liga 1934/35 | 11     | 7    | SK Prostějov |
| CELKEM              | 11     | 7    |              |